# گرهارت هاناپی
گرهارت هاناپی (آلمانی: Gerhard Hanappi; ۱۶ فوریهٔ ۱۹۲۹ – ۲۳ اوت ۱۹۸۰) بازیکن فوتبال اهل اتریش بود.
از باشگاه‌هایی که در آن بازی کرده‌است می‌توان به باشگاه فوتبال آدمیرا واکر مودلینگ و باشگاه فوتبال راپید وین اشاره کرد.
وی همچنین در تیم ملی فوتبال اتریش بازی کرده‌است.